# شهرستان یابلونتس ناد نیسوو
ناحیهٔ یابلونتس ناد نیسوو (به چکی: Jablonec nad Nisou District) یک ناحیه در جمهوری چک است که در منطقه لیبرتس واقع شده‌است. ناحیهٔ یابلونتس ناد نیسوو ۴۰۲٫۳ کیلومتر مربع مساحت و ۸۸٬۳۸۷ نفر جمعیت دارد.